# Marcel Cerf
Pour les articles homonymes, voir Cerf (homonymie).

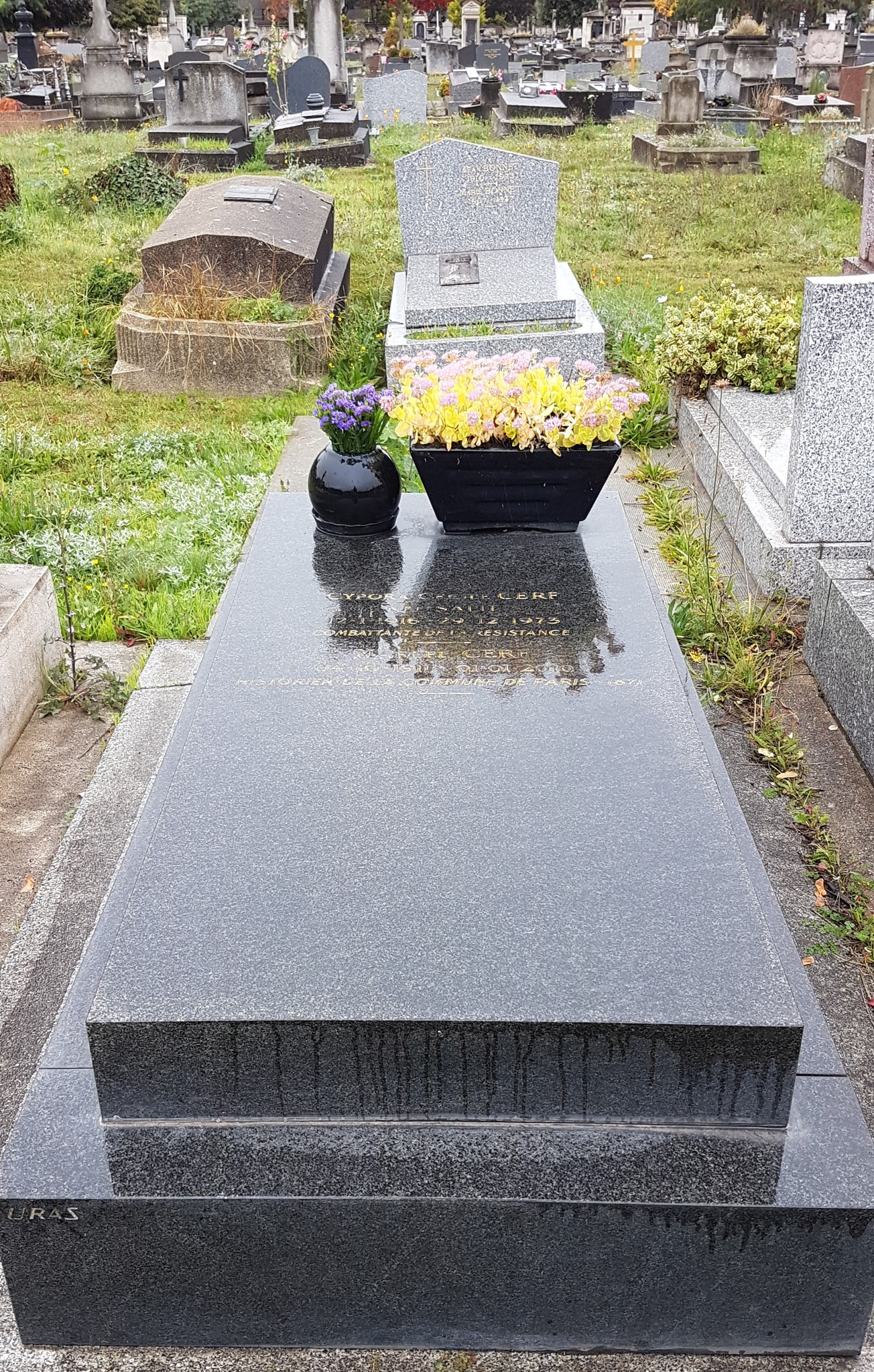
Vue de la sépulture au cimetière de Montrouge.

Marcel Cerf, né le 4 octobre 1911 à Versailles et mort le 1er janvier 2010 à Paris 14e, est un photographe puis historien de la Commune de Paris.

## Biographie
De 1929 à 1935, aux côtés de René Lefeuvre, futur éditeur de Rosa Luxemburg et de Victor Serge dans la revue Spartacus, Marcel Cerf participe aux activités des Amis de Monde (revue fondée par Henri Barbusse). Il est très présent dans la commission Cinéma.
Il est le premier projectionniste du cinéma Le Rex à Paris, inauguré le 8 décembre 1932 avec Les Trois Mousquetaires de Henri Diamant-Berger.
En 1934, il épouse Cécile Shalit, disparue en décembre 1973, connue sous le nom de Cécile Cerf, qui deviendra un des cadres du groupe de Résistance Francs-tireurs et partisans - Main-d'œuvre immigrée (FTP-MOI) et cofondatrice de la Commission Centrale de l’Enfance (CCE).

### Reporter-photographe
Reporter-photographe au périodique Regards en 1935-1936, Marcel Cerf couvre de nombreux meetings et les manifestations sociales, politiques et sportives. Certaines de ses photos font la couverture de l’hebdomadaire. Plusieurs photographies de Marcel Cerf figurent dans des expositions à Paris,  notamment au Musée du Jeu de Paume, à la Cité nationale de l’histoire de l’immigration et, en 2016, à l'Hôtel de Ville (Exposition intitulée "1936. Le Front populaire des photographes").
En 2016, la médiathèque Marguerite Duras, à Paris, consacre l'exposition « Le regard de Marcel Cerf » à l'évocation du Front populaire.
La même année, le Musée de l'Histoire vivante de Montreuil présente de nombreuses photos de Marcel Cerf lors de l'exposition « 1936. Nouvelles images, nouveaux regards sur le Front populaire ».
En mai 2018, la galerie des fresques de la gare de Lyon à Paris, expose, en format géant, la photo de Marcel Cerf intitulée La Milicienne espagnole, 1936.
En juin et juillet 2018, la médiathèque Jean Rostand, à Paris, consacre une exposition à « Marcel Cerf et le Front populaire ». Du 10 juillet au 4 octobre 2020, une exposition de photos de Marcel Cerf a lieu , en extérieur, à Vilnius (Lituanie). Dix photographies, de grande taille, sont installées approximativement aux endroits (détruits par les nazis pendant la guerre puis par les Soviétiques dans les années 1950) où elles ont été prises en 1933 et en 1938.

### Historien
Après cinq ans de captivité en Allemagne pendant la Seconde Guerre mondiale, Marcel Cerf devient spécialiste du mouvement insurrectionnel de la Commune de Paris.
Lié, par sa famille maternelle, à Maxime Vuillaume, il a lu Mes cahiers rouges au temps de la Commune dès sa jeunesse.
En 1950, il adhère aux Amis de la Commune de Paris (1871) et joue un  rôle de premier plan dans cette association très active. Il écrit régulièrement dans la revue de l'association, La Commune.
En outre, de 1965 à 1981, il est rédacteur de la page « Histoire » de  la Presse Nouvelle Hebdomadaire et de 1975 à 1985, directeur des Cahiers de l’Académie d’Histoire dont le président est Jean Savant.
En qualité d'expert historique, il a fait partie de l'équipe scientifique chargée d'établir le Guide des sources de la Commune de Paris et du mouvement communaliste (1864-1880).
Marcel Cerf, historien reconnu de la Commune de Paris, se consacre dans ses ouvrages à l’analyse rigoureuse de la « Révolution du 18 mars », à partir de portraits sensibles de communards sur lesquels il jette un éclairage nouveau.

## Publications
- Maxime Lisbonne, le d’Artagnan de la Commune de Paris, Ed. du Panorama, Bienne 1967 & Le pavillon, Roger Maria Éditeur, Paris 1967
- Édouard Moreau de Beauvière, l’âme du comité central de la Commune de Paris, Les Lettres Nouvelles, Denoël, 1971
- Edouard Moreau, Communard Ed. Spartacus, 1971
- Henry Bauër, le mousquetaire de la plume (en annexe, lettres inédites de Louise Michel à Henry Bauër), Académie d'Histoire, 1975
- Les mémoires de Maxime Lisbonne (texte annoté et présenté), revue d'Histoire de l'association des Amis de la Commune de Paris (1871), 1979
- L'exécution du comte de Beaufort, Cahiers de l'Académie d'Histoire, no 9, 1987
- Antonio de la Calle, Cahiers des Amis de la Commune, no 1, 1987
- Marie Mercier - Victor Hugo. L'infortuné Maurice Garreau, Cahiers des Amis de la Commune, no 2, 1987
- Les cahiers rouges de Maxime Vuillaume (texte annoté et présenté), Cahiers des Amis de la Commune, no 3, 1988
- Souvenirs de captivité d'Alfred Laroche (texte annoté et présenté), Cahiers des Amis de la Commune, no 4, 1990
- L'architecte de la Commune en  collaboration avec Jacques Zwirn, Ed. de l'Espace Européen, 1991

Marcel Cerf a publié de nombreux textes sur la Commune dans des revues historiques, jusqu’à sa mort, le  1er janvier 2010.
Sa fille Claudine Cerf, a fait don à la Bibliothèque historique de la ville de Paris en 2010, d'un fonds composé de nombreux ouvrages rares , de documents originaux, de manuscrits de communards, d'affiches, de dessins, de gravures, de notes de travail, de correspondances, etc.,  liés à la Commune de Paris- 1871 et appartenant à son père. Le Fonds Marcel Cerf historique a été complété en 2011 par le Fonds Marcel Cerf photographique (déposé également à la BHVP par Claudine Cerf) qui regroupe, notamment, des photographies de 1933, 1935, 1936, 1938, etc. qui font l'objet d'expositions et de  reproductions.